# Хейден, Мелисса
Мелисса Хейден, настоящее имя Милдред Херман (англ. Melissa Hayden, Mildred Herman; 25 апреля 1923, Торонто, Канада — 9 августа 2006, Уинстон-Сейлем, США) — американская балерина канадского происхождения. С 1949 по 1973 год исполняла ведущие партии в труппе New York City Ballet Джорджа Баланчина.

## Биография
Милдред Херман родилась 25 апреля 1923 года в Торонто в семье еврейских иммигрантов из России. Отец Милдред занимался продажей овощей и фруктов. В пятнадцатилетнем возрасте она начала учиться балету у Бориса Волкова, выходца из России, основателя Boris Volkoff’s Canadian Ballet. Затем она продолжила обучение в Нью-Йорке у А. И. Вильтзака, Л. Ф. Шоллар и Джорджа Баланчина.
В 1945 году Милдред устроилась артисткой кордебалета в Радио-сити-мьюзик-холл. Уже через несколько месяцев она была принята в труппу Американского театра балета, в которой оставалась на протяжении двух с половиной лет. Хореограф труппы посоветовал ей сменить имя и предложил сценический псевдоним «Мелисса Хейден», однако дома и в среде друзей её называли Милли. В 1948 году Мелисса на некоторое время присоединилась к труппе Алисии Алонсо. Затем, в 1949 году, Джордж Баланчин пригласил её в свой «Нью-Йорк Сити балет». В труппе Баланчина Мелисса Хейден оставалась вплоть до своего ухода со сцены в 1973 году, не считая кратковременного возвращения в Американский театр балета в 1954 году. В том же году Хейден вышла замуж за адвоката Дона Коулмана, в браке с которым у неё родилось двое детей.
Мелисса Хейден стала исполнительницей ведущих партий в ряде балетов Баланчина, включая «Дивертисмент № 15» на музыку Моцарта (1956), «Агон» на музыку Стравинского (1957), «Звёзды и полосы» на музыку Суза (1958), «Эпизоды» на музыку Веберна (1959), «Песни любви» на музыку Брамса (1960), «Сон в летнюю ночь» на музыку Мендельсона (1962), «Драгоценности» на музыку Форе (1967), «Венгерский кортеж» на музыку Глазунова (1973) и пр. Последний был создан Баланчином в качестве прощального подарка балерине перед её уходом со сцены. Кроме того, она исполняла ведущие роли в балетах «Век тревог» Джерома Роббинса (1950), «Иллюминации» Фредерика Аштона (1950) и «Игры» Джона Тараса. В числе прочих партий — Возлюбленная («Парень Билли» Копленда), Земфира («Алеко» на музыку Чайковского), Одетта-Одиллия («Лебединое озеро»), Мирта («Жизель»), Русская балерина («Парадное представление» на музыку Прокофьева), главная партия («Тема с вариациями» на музыку Чайковского), Девушка («Послеполуденный отдых фавна» на музыку Дебюсси), Жар-Птица (одноимённый балет Стравинского) и др. Хейден часто выступала в качестве приглашённой артистки в Национальном балете Канады, лондонском Королевском балете и т. д. Артистка обладала как виртуозной техникой, так и драматической одарённостью; её исполнение лирических партий отличалось экспрессией и темпераментом. В 1952 году Мелисса Хейден снялась в фильме Чарли Чаплина «Огни рампы», в качестве дублёра Клэр Блум в балетных сценах.
В 1973 году Мелисса Хейден завершила свою карьеру. В том же году ей была присуждена высшая награда Нью-Йорка в области культуры — Handel Medallion. В 1976 году она стала художественным руководителем труппы Pacific Northwest Ballet в Сиэтле. Кроме того, она основала собственную балетную школу в Нью-Йорке, которой руководила с 1977 по 1983 год, а также на протяжении 24 лет, вплоть до самой смерти, преподавала в Университете искусств Северной Каролины (North Carolina School of the Arts) в Уинстон-Сейлеме. Хейден написала несколько книг, в том числе автобиографию «Melissa Hayden — Off Stage and On» (1963), практическое пособие для артистов балета «Dancer to Dancer» (1981) и книгу о балете для детей «The Nutcracker Ballet» (1992).
Мелисса Хейден умерла 9 августа 2006 года в Уинстон-Сейлеме. Причиной смерти стал рак поджелудочной железы.

## Комментарии
1. ↑  В большинстве источников годом рождения указан 1923, однако в энциклопедии «Балет» под редакцией Ю. В. Григоровича приводится 1922 год[3], а в «Театральной энциклопедии» под редакцией П. А. Маркова — 1928[4].